# Église de Saari
L’église de Saari (finnois : Saaren kirkko) est une église luthérienne située à Parikkala en Finlande.

## Description
Conçue par Ilmari Launis dans le style fonctionnaliste des années 1920.
La construction de l'église en briques rouges débute à l'automne 1933.
L'église est inaugurée le 1er juillet 1934.
L'église dispose de 700 sièges.
La plus petite cloche pèse 340 kilos et la plus grande, fournie par la fonderie allemande Beham Verein, pèse 1000 kilos.
Le retable peint par Laila Järvinen (fi) est le plus grand de Finlande avec une surface de 44 m2.
Les peintures murales sont de Eemil Ruokolainen.
En 1936, on achète un orgue à 17 jeux de la fabrique allemande Rieger.